# Pas de lettre pour le colonel
Pour l’article homonyme, voir Pas de lettre pour le colonel (film).
Pas de lettre pour le colonel (titre original : El coronel no tiene quien le escriba) est un roman court de langue espagnole, écrit par le romancier, nouvelliste et journaliste colombien Gabriel García Márquez, prix Nobel de littérature en 1982.
Lors de la première édition de 1961, seuls 800 des 2 000 premiers exemplaires publiés ont été vendus. Il s'agit de la première traduction d'une oeuvre de Gabriel Garcia Marquez

## Résumé
Le roman raconte l'histoire d'un colonel pauvre à la retraite, vétéran de la guerre des Mille Jours, qui espère toujours recevoir la pension qui lui a été promise une quinzaine d'années plus tôt. Le colonel vit avec sa femme asthmatique dans un petit village soumis à la loi martiale. L'action s'ouvre avec le colonel se préparant à se rendre aux funérailles d'un musicien de la ville dont la mort est marquante car il a été le premier à mourir de causes naturelles depuis de nombreuses années. Le roman se déroule pendant les années de « La Violencia » en Colombie, lorsque règnent la loi martiale et la censure.

## Adaptation
Le roman a été porté au cinéma en 1999 par Arturo Ripstein. 